# Gotta
La gotta è una malattia del metabolismo caratterizzata da attacchi ricorrenti di artrite infiammatoria acuta con dolore, arrossamento e gonfiore delle articolazioni, causati dal deposito di cristalli di acido urico in presenza d'iperuricemia. L'articolazione più frequentemente colpita è, in circa il 50% dei casi, la metatarso-falangea dell'alluce, da cui il nome di podagra. L'acido urico può inoltre depositarsi nei tendini e nei tessuti circostanti, generando i cosiddetti tofi, anche a livello renale, inducendo la comparsa di nefropatia gottosa.
La diagnosi può essere confermata dalla rilevazione di caratteristici cristalli aghiformi nel liquido sinoviale. Il trattamento con farmaci antinfiammatori non steroidei (FANS), colchicina o steroidi è in grado di migliorare i sintomi. Una volta che l'attacco acuto è risolto, i livelli di acido urico vengono generalmente tenuti bassi adottando delle modifiche dello stile di vita e nei pazienti che accusano attacchi frequenti, con l'assunzione di allopurinolo o probenecid, in grado di fornire una profilassi a lungo termine.
L'incidenza della gotta è aumentata in frequenza negli ultimi decenni, colpendo circa l'1-2% della popolazione occidentale. Si ritiene che l'aumento sia dovuto a fattori di rischio crescenti nella popolazione, come la sindrome metabolica, l'aspettativa di vita più lunga e cambiamenti nella dieta. La gotta era storicamente conosciuta come "la malattia dei re" o la "malattia dei ricchi".

## Storia

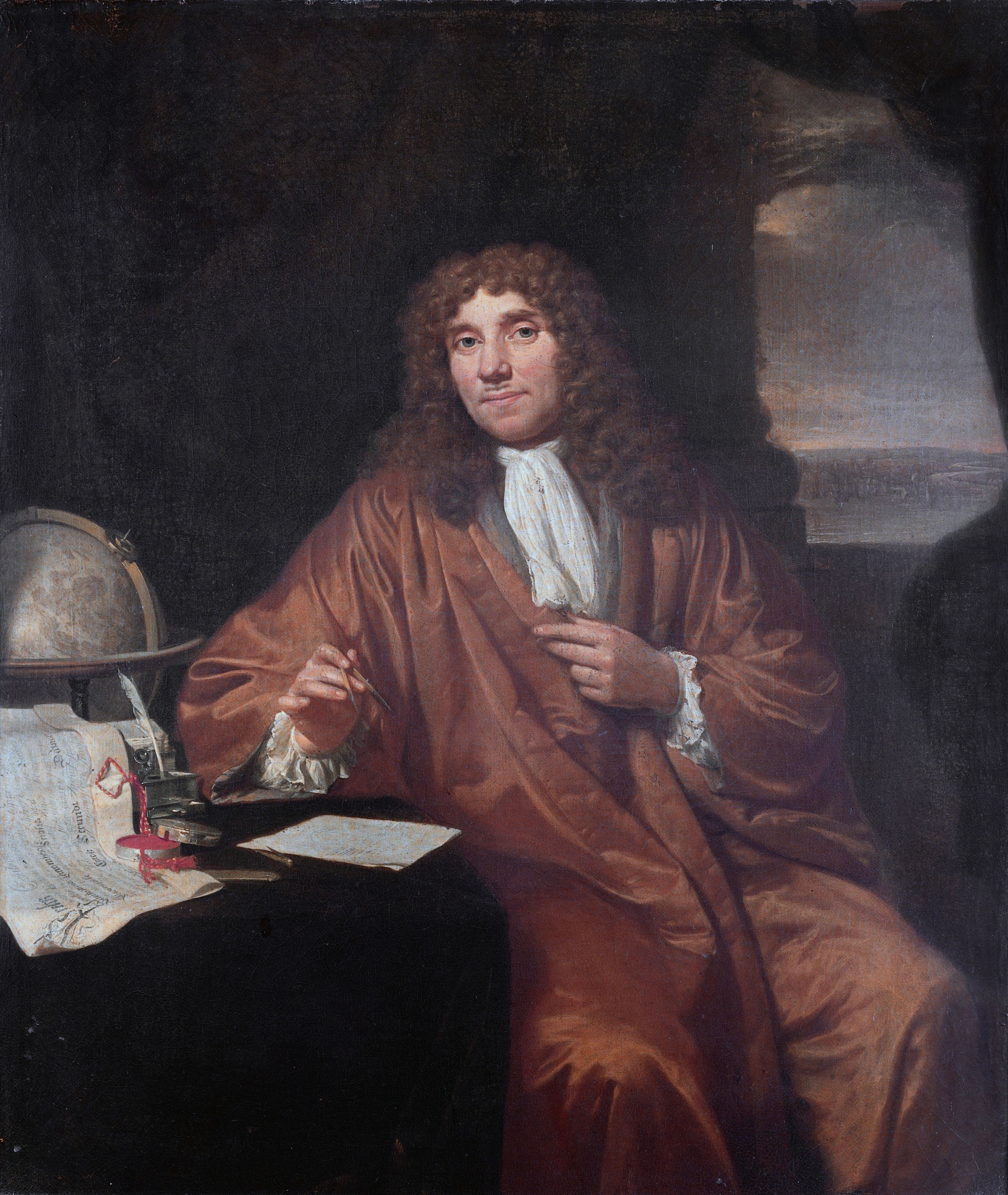
L'ottico e naturalista olandese Antoni van Leeuwenhoek. Descrisse per primo, nel 1679, l'aspetto microscopico dei cristalli di acido urico. Bisognerà aspettare però fino al 1848 per identificare nella sovrabbondanza di questo acido la causa della gotta.

Il nome deriva dal latino gutta, che significa "goccia" (di liquido). Secondo l'Oxford English Dictionary deriva dalla teoria umorale e dall'idea che sia la « [...] caduta di un materiale morboso dal sangue dentro e intorno alle articolazioni». Il primo a utilizzare la parola gutta fu il frate domenicano Randolphus di Bocking, intorno al 1200.
La gotta, tuttavia, è una condizione conosciuta fin dall'antichità. Storicamente, era denominata «il re delle malattie e la malattia dei re» o "malattia dei ricchi": questo perché è correlata ad un'alimentazione ricca di carne e al forte consumo di bevande alcoliche, condizioni che solitamente si potevano permettere soltanto gli individui più ricchi.
La prima documentazione della malattia risale all'antico Egitto, in una descrizione del 2600 a.C. di un'artrite dell'alluce. Il medico greco Ippocrate di Coo la descrisse, intorno al 400 a.C., nei suoi Aforismi cogliendone la sua assenza negli eunuchi e nelle donne in pre-menopausa. Aulo Cornelio Celso (30 d.C.) evidenziò, nel suo De Medicina, la correlazione con le caratteristiche dell'urina, il legame con l'alcol, la minore insorgenza nelle donne e l'associazione con problemi renali:
(Aulo Cornelio Celso, De Medicina, Libro II, capitolo VII)
(Aulo Cornelio Celso, De Medicina, Libro IV, capitolo XXXI)
Già nel 1679 lo scienziato olandese Antoni van Leeuwenhoek cominciò a osservare al microscopio la presenza dei cristalli di acido urico, mentre qualche anno dopo, nel 1683, Thomas Sydenham, un medico inglese, ne constatò la comparsa nelle prime ore del mattino e la maggior prevalenza tra i maschi più anziani, ma solo nel 1848 un altro medico inglese, Alfred Baring Garrod, intuì che l'eccesso di acido urico nel sangue sarebbe potuto essere la causa della gotta.
Poiché in passato la gotta era una condizione associata alle classi più abbienti, si conoscono molti personaggi storici che ne hanno sofferto. Tra questi: Carlo Magno con tutta la dinastia dei Carolingi, Caterina d'Aragona, Enrico VIII d'Inghilterra, Thomas Jefferson, Isaac Newton, Charles Darwin, Leonardo da Vinci, Benjamin Franklin, Theodore Roosevelt.
Si sospetta che il politico statunitense John Hancock (1737-1793) utilizzasse la gotta come frequente scusa per sottrarsi a difficili situazioni. Si sa anche di molti papi affetti da questa condizione, tra i quali Giulio II, Clemente VIII, Innocenzo XI. Secondo la storiografia ufficiale anche papa Bonifacio VI è morto, dopo soli quindici giorni di pontificato, a causa della gotta (de podagrico morbo correptus).
Il poeta e drammaturgo William Shakespeare, solito a descrivere abilmente le condizioni mentali e fisiche dei propri personaggi, fa riferimento alla gotta in molti dei suoi lavori, quali Come vi piace, Cimbelino, Enrico IV, parte II, Misura per misura, I due nobili congiunti, nonché ne Lo stupro di Lucrezia in cui usa queste parole: 
(William Shakespeare, Lo stupro di Lucrezia)

## Epidemiologia
La gotta colpisce circa l'1-2% della popolazione occidentale, in un certo momento nella loro vita e sta diventando sempre più frequente. I tassi d'incidenza della malattia sono quasi raddoppiati tra il 1990 e il 2010. Si ritiene che ciò sia dovuto alla crescente durata media della vita, ai cambiamenti nella dieta e all'aumento delle malattie correlabili alla gotta, come la sindrome metabolica e l'ipertensione. Sono stati determinati una serie di fattori che influenzano i tassi di gotta, tra cui l'età, l'etnia e il periodo dell'anno. Negli uomini di età superiore ai 30 e nelle donne sopra i 50 anni di età, la prevalenza è del 2%.
Negli Stati Uniti la gotta si verifica con probabilità doppia negli afroamericani maschi rispetto agli americani di origine europea. Il numero dei casi è più alto tra i popoli delle isole del Pacifico e tra i Maori della Nuova Zelanda, ma risultano rari negli aborigeni australiani, nonostante una concentrazione media più alta di acido urico in questi ultimi. La gotta è diventata una condizione comune in Cina, in Polinesia e nelle città dell'Africa sub-sahariana. Alcuni studi hanno dimostrato che gli attacchi di gotta si verificano più frequentemente in primavera. Ciò è stato attribuito ai cambiamenti stagionali nella dieta, al consumo di bevande alcoliche, all'attività fisica e alla temperatura.

## Eziologia

Molecola dell'acido urico

L'iperuricemia è la causa della gotta. La condizione può verificarsi per una serie di motivi, tra cui dieta, predisposizione genetica o l'ipoescrezione renale di urato, il sale dell'acido urico. L'ipoescrezione è la causa primaria di iperuricemia, verificandosi in circa il 90% dei casi, mentre la sovrapproduzione è causa nel restante 10%. Circa il 10% delle persone con iperuricemia sviluppano, a un certo punto della vita, la gotta. Il rischio, tuttavia, varia a seconda del grado di iperuricemia. Quando i livelli sono compresi tra 415 e 530 micromol/L (7 e 8,9 mg/dL), il rischio è dello 0,5% all'anno, mentre in quelli con un livello superiore a 535 mmol/L (9 mg/dL), il rischio è di 4,5% all'anno.
Lo screzio metabolico trae origine da un eccessivo catabolismo degli acidi nucleici, che si traduce essenzialmente nel rilascio in massa di basi puriniche nel torrente circolatorio. La concomitante ipercolesterolemia determina, anche nell'ambito delle capsule articolari, alterazioni del microcircolo, che ostacolano il deflusso del liquido sinoviale. Così la concentrazione di tali basi azotate aumenta fino a realizzare le condizioni di una soluzione sovrassatura e, proprio in quelle zone dove vi è maggior ristagno, si formano cristalli aghiformi di urato monosodico, che tendono a precipitare e ad accrescersi. Talvolta questi, come dimostrato da Daniel McCarty e Joseph Hollander, innescano una reazione infiammatoria con la formazione di un granuloma da corpo estraneo.
Nei casi più lievi, il processo infiammatorio guarisce spontaneamente, fino al completo riassorbimento della matrice amorfa centrale (cellule necrotiche, detriti cellulari, ecc.) e dei cristalli di urato monosodico, rimanendo misconosciuta. Altre volte, la matrice si accumula, dando luogo a una formazione nodulare cistica, detta tofo.

### Stile di vita e dieta
La dieta è ritenuta la causa della gotta nel 12% dei casi, con una forte responsabilità dovuta al consumo di alcool, di bevande zuccherate, di carne e di frutti di mare. Altri fattori scatenanti includono traumi fisici e la chirurgia. Studi recenti hanno individuato un nesso causale con alcuni fattori dietetici, compresa l'assunzione di vegetali ricchi di purine (per esempio, fagioli, piselli, lenticchie e spinaci) e di proteine totali. Il consumo di caffè, vitamina C e prodotti caseari, così come il mantenimento della forma fisica, sembra diminuisca il rischio. Si ritiene che ciò sia dovuto in parte alla loro capacità di ridurre la resistenza all'insulina.

### Genetica
La gotta riconosce una parziale componente genetica, che contribuisce a circa il 60% della variabilità del livello di acido urico. Due geni, chiamati SLC2A9 e ABCG2, sono stati identificati come correlati alla gotta e le loro variazioni possono portare a un raddoppio del rischio. Alcune malattie genetiche rare, tra cui la nefropatia iperuricemica giovanile familiare, la malattia cistica della midollare renale, l'iperattività della fosforibosilpirofosfato sintetasi e il deficit di ipoxantina-guanina fosforibosiltransferasi comune nella sindrome di Lesch-Nyhan, sono condizioni complicanti la gotta.

### Condizioni mediche
Spesso, la gotta si manifesta in combinazione con altri problemi medici. La sindrome metabolica, l'obesità, l'ipertensione, l'insulino resistenza ed elevati livelli di lipidi, sono condizioni predisponenti che si riscontrano in circa il 75% dei casi di gotta. Altre condizioni mediche rappresentano complicanze della gotta, quali: policitemia, avvelenamento da piombo, insufficienza renale cronica, anemia emolitica, psoriasi, nonché il trapianto d'organo. Un indice di massa corporea maggiore o uguale a 35 aumenta il rischio di gotta di circa tre volte nel paziente maschio. L'esposizione cronica al piombo è un noto fattore di rischio a causa del suo effetto dannoso sulla funzionalità renale. La sindrome di Lesch-Nyhan è spesso associata all'artrite gottosa.

### Assunzione di farmaci
I farmaci diuretici sono stati associati a casi di gotta. Tuttavia, una bassa dose di idroclorotiazide non sembra aumentare il rischio. Altri farmaci ritenuti in qualche modo responsabili della manifestazione della condizione sono la niacina e l'aspirina (acido acetilsalicilico). Anche i farmaci immunosoppressori come la ciclosporina e il tacrolimus sono associati alla gotta, in particolare il primo quando usato in combinazione con l'idroclorotiazide.

## Fisiopatologia

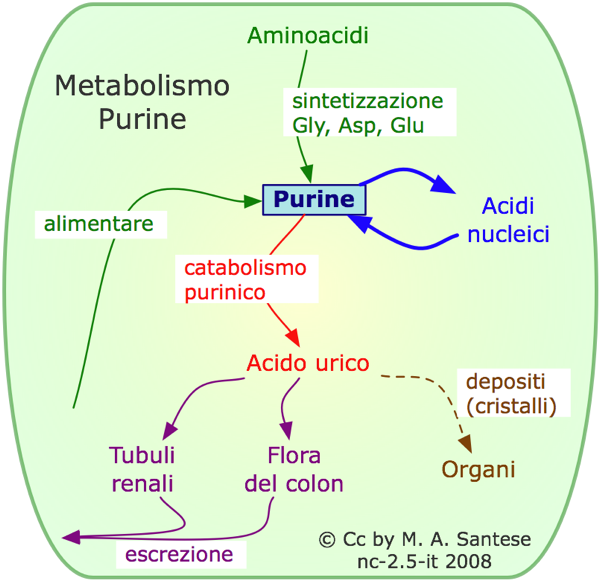
Il grafico schematizza il metabolismo delle purine che comporta la sintesi di acido urico, la cui elevata concentrazione serica è causa della gotta

La gotta è una malattia del metabolismo delle purine. Il suo contrassegno bioumorale è l'aumento dell'acido urico, metabolita finale delle purine, nel siero sanguigno (iperuricemia). Il siero risulta saturo quando la concentrazione di acido urico raggiunge i 7 mg per decilitro. Valori più elevati espongono al rischio della sua cristallizzazione in forma di urato monosodico, che precipita nelle articolazioni, nei tendini e nei tessuti circostanti. Questi cristalli innescano successivamente una reazione infiammatoria locale immuno-mediata. Si ritiene che una delle proteine chiave della risposta infiammatoria sia l'interleuchina 1β. La carenza di uricasi, in grado di scomporre l'acido urico, durante l'evoluzione negli esseri umani e nei primati superiori ha fatto sì che questa condizione sia frequente.
I meccanismi che portano a questa precipitazione di acido urico non sono ancora ben compresi. La cristallizzazione è probabilmente dovuta alla maggior concentrazione della sostanza. Altri fattori ritenuti importanti nello scatenare l'episodio acuto di artrite sono le temperature fresche, i rapidi cambiamenti dei livelli di acido urico, dell'acidosi, dell'idratazione articolare e delle proteine della matrice extracellulare, quali collagene e proteoglicani. L'aumento delle manifestazioni con le basse temperature spiegano in parte perché le articolazioni dei piedi sono le più comunemente colpite. Rapidi cambiamenti di acido urico possono verificarsi a causa di una serie di fattori, tra cui traumi importanti, interventi chirurgici, chemioterapia, assunzione di diuretici e con l'inizio o la sospensione di una terapia con allopurinolo. Trattamenti con calcio-antagonisti e losartan sono correlati con un minor rischio di sviluppare la gotta rispetto ad altri farmaci usati per il trattamento dell'ipertensione.
L'iperuricemia, invece, non è causata da un unico difetto genetico o da un solo fattore dietetico, ma da un insieme di disturbi diversi che possono contribuire in misura variabile alle manifestazioni cliniche. L'aumentato assorbimento di acido urico (ossia l'eccessivo apporto alimentare di purine) è importante ma non essenziale nello sviluppo della gotta. È evidente come un regime alimentare iperproteico, cioè ricco di basi puriniche, possa elevare il tasso ematico di acido urico, mentre la concomitante assunzione di grassi, attraverso le alterazioni del microcircolo, ne favorisca il ristagno in corrispondenza delle articolazioni. Una serie di studi ha però dimostrato che sottoponendo i pazienti gottosi a una dieta priva di purine, si aveva una diminuzione dell'uricemia solo di 1 mg/dL.
Vi sono, inoltre, alcuni difetti enzimatici che comportano l'iperuricemia, tra questi: il deficit di ipoxantina-guanina fosforibosiltransferasi, propria della sindrome di Lesch-Nyhan, l'iperattività della fosforibosilpirofosfato sintetasi e il deficit di glucosio-6-fosfatasi. Queste alterazioni genetiche sono rare ma vanno ricercate nei pazienti che presentano gotta prima dei 30 anni di età; l'iperuricemia nei giovani è spesso un marker della sindrome metabolica.

## Clinica

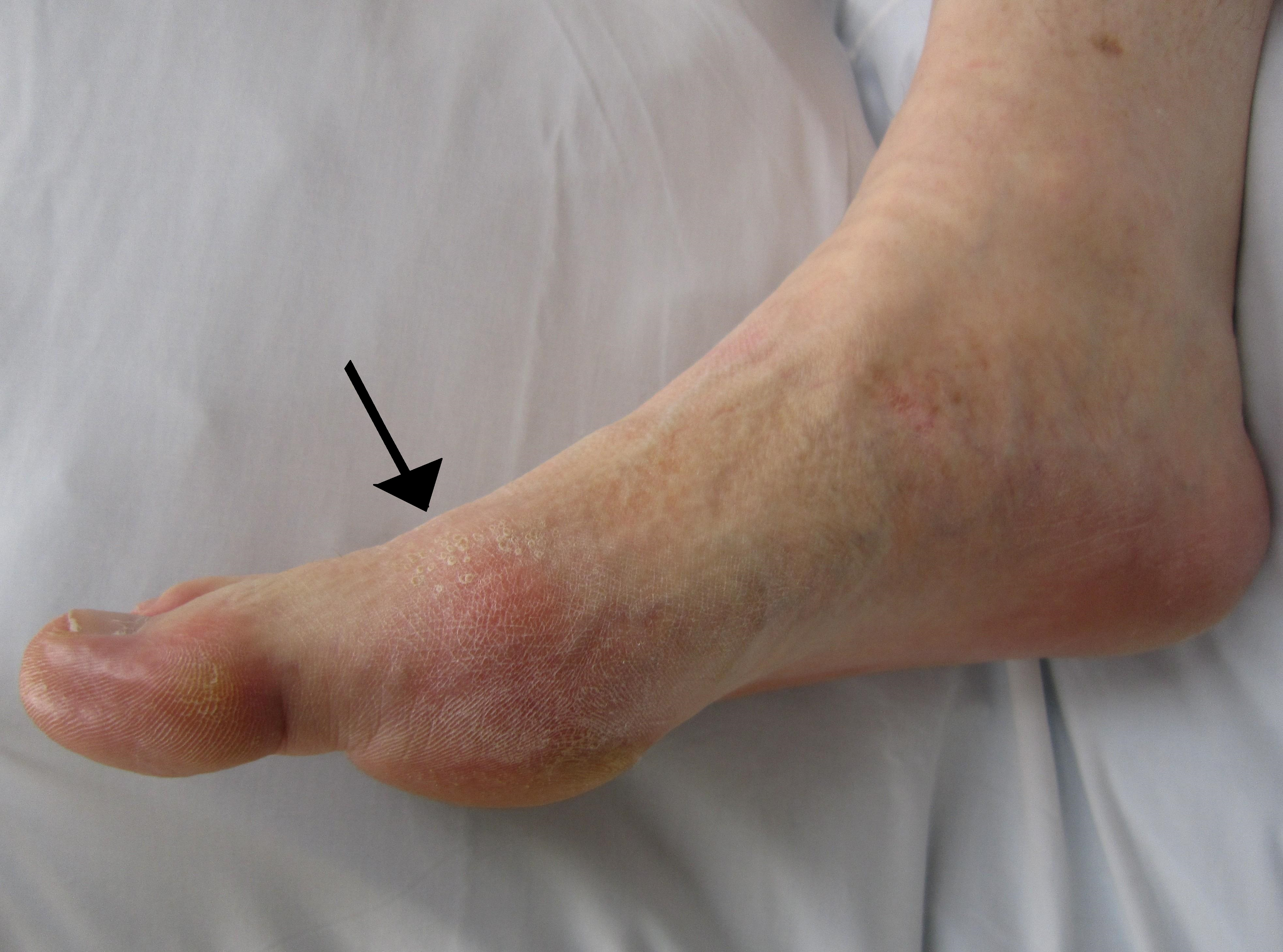
Gotta all'articolazione metatarso-falangea dell'alluce: da notare il lieve arrossamento cutaneo

La gotta si può presentare in vari modi, anche se il più frequente è l'attacco ricorrente di artrite infiammatoria acuta (con gonfiore, arrossamento e irritazione in sede articolare). Più spesso viene colpita la base dell'alluce, rappresentando questa la metà dei casi, altre articolazioni, come il tallone, il ginocchio, il polso e le dita, possono essere colpite.
Il dolore articolare inizia solitamente durante la notte e dura da 2 a 4 ore.
La spiegazione dell'insorgenza notturna è data dal fatto che la temperatura corporea è più bassa. I primi segni in genere si manifestano in individui maschi fra i 30 e i 60 anni. Nelle donne questa affezione compare di solito più tardi, dopo la menopausa. La comparsa di un accesso di gotta in un paziente più giovane impone la ricerca di un difetto enzimatico. Altri sintomi possono verificarsi raramente insieme con il dolore articolare, tra questi la stanchezza e la febbre elevata.

### Tofi
Livelli elevati per lungo tempo di acido urico (iperuricemia) possono provocare altre condizioni, compresi i tofi: depositi duri e dolorosi di cristalli di acido urico. Ampi tofi possono portare ad artrite cronica dovuta a erosione ossea. L'entità della formazione dei tofi dipende dalla durata e dal grado dell'iperuricemia, che è a sua volta effetto della gravità dell'interessamento renale. I tofi possono essere morbidi o duri, solidi o fluttuanti, lisci o ruvidi e in genere si localizzano nelle parti cartilaginee delle articolazioni colpite dalla gotta, o anche in corrispondenza dell'elice del padiglione auricolare. Se i tofi sono superficiali, tendono ad aprirsi liberando un liquido lattiginoso nel quale con l'esame microscopico si possono rilevare i cristalli di urato. Talvolta la perforazione della pelle porta a un'infezione secondaria, che richiede cure attente in quanto i tofi guariscono lentamente. Prima dell'introduzione di trattamenti farmacologici efficaci, i tofi si presentavano nel 60% dei pazienti, percentuale ora ridotta a meno del 25%.

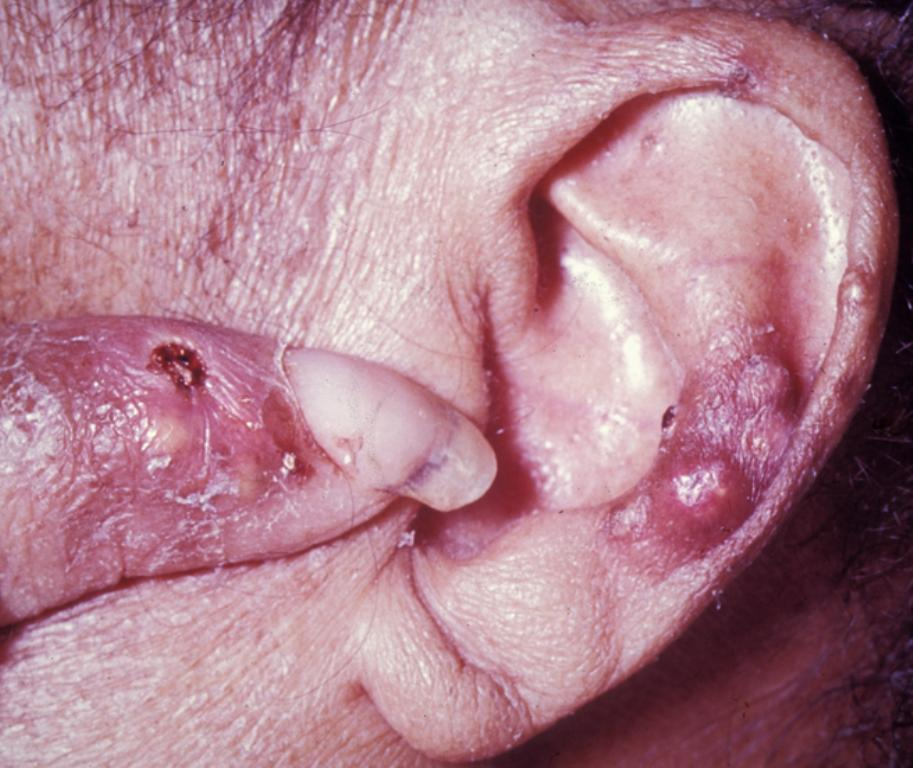
Tofi su di un dito e all'elice dell'orecchio
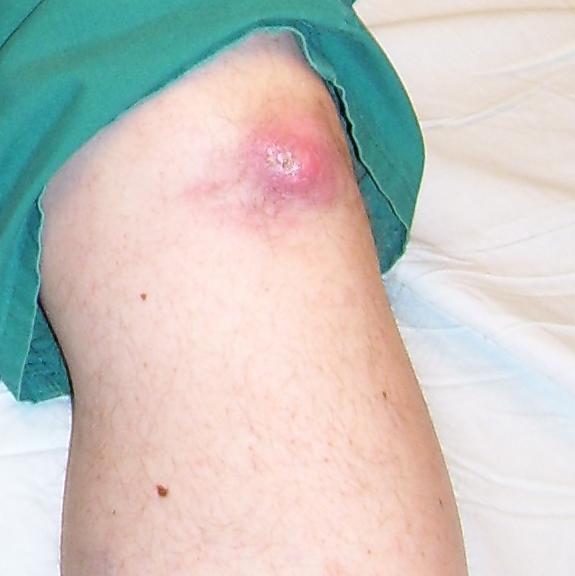
Tofo sul ginocchio
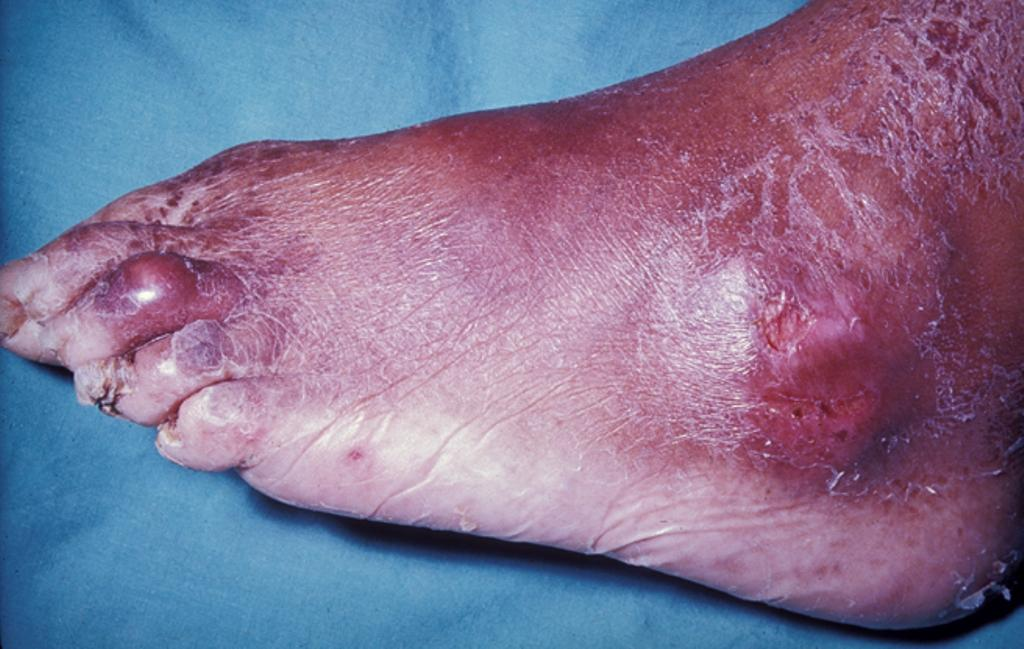
Tofi sul dito del piede e sul malleolo esterno
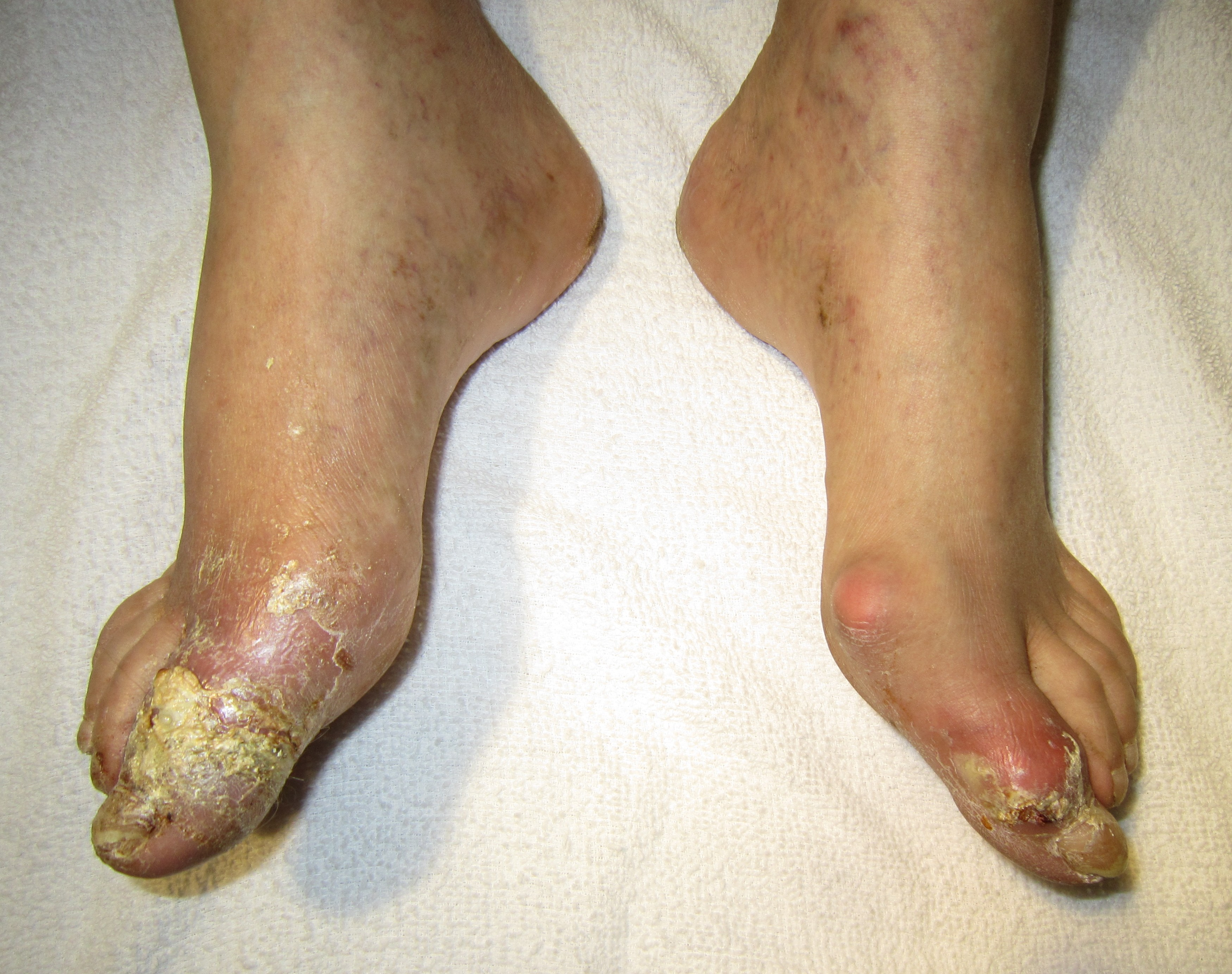
Rottura di tofi con fuoriuscita di essudato contenente cristalli di acido urico

### Crisi acuta
L'esordio è drammatico, con dolori lancinanti, solitamente nelle primissime ore del mattino, cioè quando è maggiore la stasi ematica, e il paziente spesso riferisce che il semplice peso delle coperte sull'alluce gli risulta insopportabile. Si ha iperemia, tumefazione e aumento locale della temperatura.
La crisi è preceduta da iperuricemia, nonché da segni generali come febbre, leucocitosi e aumento della VES. Al termine della crisi fa seguito una fase asintomatica (gotta interaccessuale o intervallare), che precede la fase cronica. La durata di questa fase è variabile: alcuni pazienti non presentano un secondo accesso gottoso, ma nella maggioranza dei casi i sintomi ricompaiono dopo alcune settimane, per poi divenire sempre più ricorrenti.

### Gotta cronica
Dopo un periodo di latenza, oltre alle inevitabili mutilazioni articolari, alla radiografia sono visibili erosioni ossee "ad alabarda", oppure rotondeggianti, dette geodi. Durante questa fase della malattia i pazienti accusano soprattutto una dolorabilità sorda e profonda delle articolazioni interessate, nelle quali la rigidità può rappresentare una componente essenziale.

### Nefropatia gottosa
La formazione di tofi nella midollare del rene, esercitando compressione sui dotti collettori, è in grado di condurre a necrosi dei nefroni tributari, tuttavia la compromissione renale, soventemente accompagnata da litiasi uratica, decorre lentamente con una prognosi relativamente benigna.

## Diagnosi

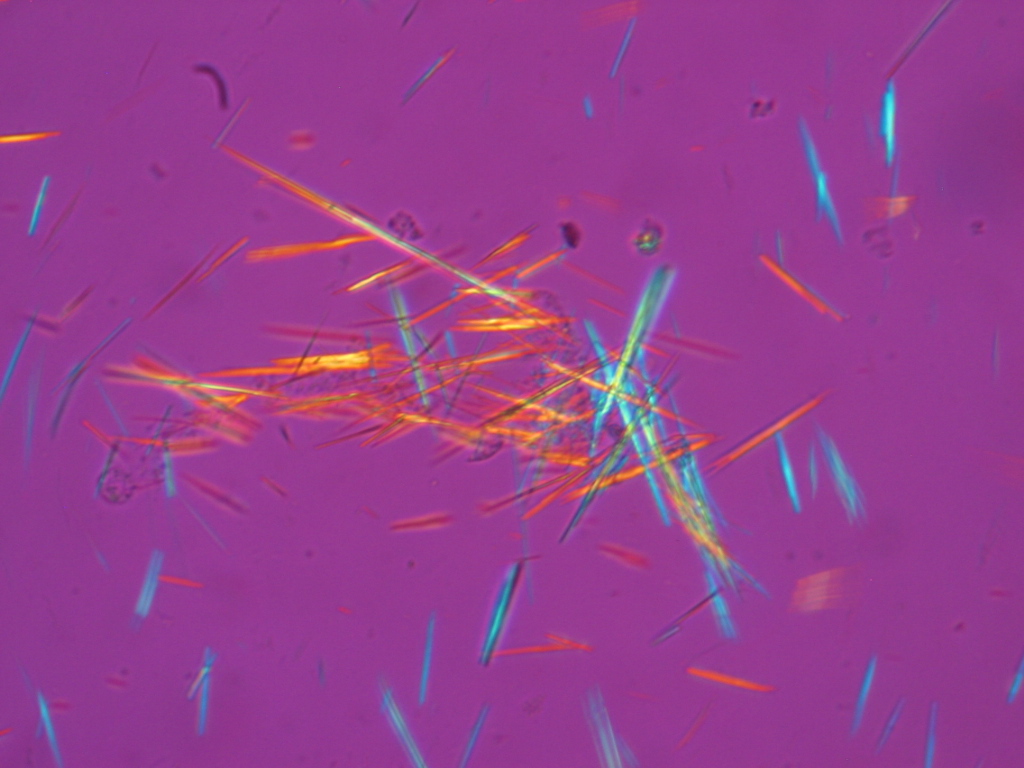
Cristalli di acido urico in un campione di liquido sinoviale fotografati grazie a un microscopio ottico a luce polarizzata. La formazione di cristalli di acido urico nelle articolazioni è associata alla gotta.

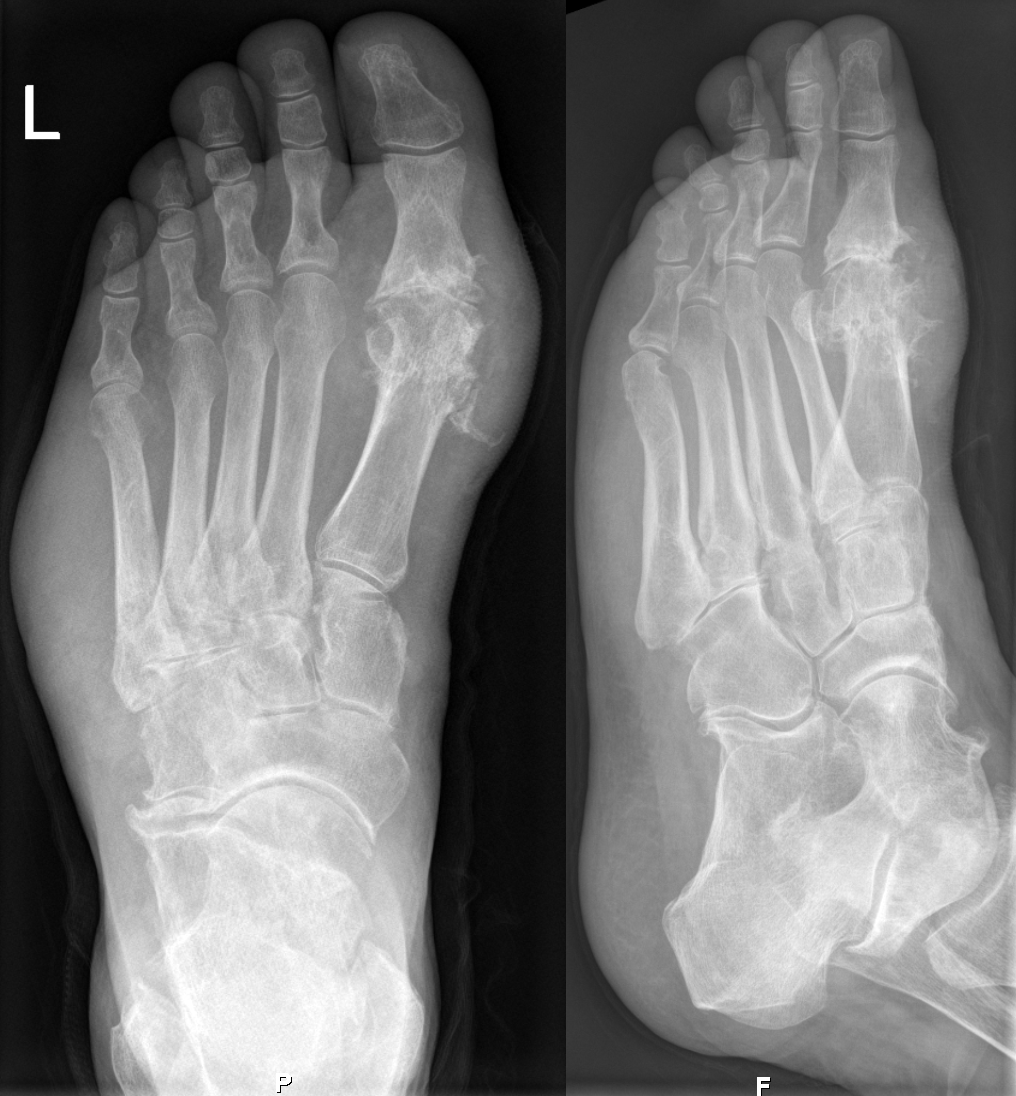
Un caso di gotta al piede sinistro visto tramite raggi X: la posizione tipica è l'articolazione dell'alluce. Si noti anche la tumefazione dei tessuti molli sul bordo laterale del piede.

La gotta può essere diagnosticata e trattata, senza ulteriori indagini, in chiunque presenti iperuricemia e i classici sintomi della patologia. Tuttavia, se la diagnosi è dubbia, si può procedere nell'analisi del liquido sinoviale. I raggi X, utili per identificare la gotta cronica, hanno scarsa utilità nella diagnosi durante gli episodi acuti. Diversi studi hanno messo in luce l'utilità dell'ecografia per la diagnosi e la valutazione del decorso della malattia cronica.

### Analisi del liquido sinoviale
Una diagnosi definitiva di gotta si basa sulla individuazione di cristalli di urato monosodico nel liquido sinoviale o nei tofi. Tutti i campioni di liquido sinoviale ottenuti da articolazioni infiammate devono essere esaminati per la ricerca di questi cristalli. L'analisi dei cristalli richiede un microscopio ottico a luce polarizzata che permetta di identificare i cristalli grazie alla loro birifrangenza. Questo test è di difficile esecuzione e richiede un operatore qualificato. I campioni devono anche essere esaminati in tempi relativamente brevi dopo l'aspirazione, infatti la temperatura e il pH possono influenzare la solubilità.

### Imagingbiomedico
A partire dal primo decennio del 2000, grazie ai forti progressi tecnologici nelle tecniche di imaging biomedico, si sono sviluppate nuove metodologie diagnostiche. Infatti, se la radiografia tradizionale tende a non avere una potenzialità diagnostica nei casi di gotta acuta ma solo nella gotta cronica (in genere dopo 7-10 anni), tecniche più avanzate sono in grado di analizzare la condizione con maggior precisione e tempestività.
Studi recenti stanno dimostrando la capacità della tomografia computerizzata (TC) ad alta risoluzione di indagare il rapporto tra erosioni ossee e tofi. La risonanza magnetica e l'ecografia possono, invece, fornire immagini che dimostrano la natura infiammatoria tipica della artropatia gottosa, rivelando informazioni sulla composizione e la vascolarizzazione dei tofi.

### Esami del sangue
L'iperuricemia è una condizione classica e presente nei casi di gotta, ma la malattia si ha per quasi la metà del tempo senza che questa sia presente. Inoltre, la maggior parte delle persone con un aumento dei livelli di acido urico non ha la gotta. Perciò l'utilità diagnostica della misura del livello di acido urico nel sangue è limitata. L'iperuricemia è definita come un livello di acido urico plasmatico superiore ai 420 micromol/L (7,0 mg/dL) negli uomini e 360 micromol/L (6,0 mg/dL) nelle donne. Altri test comunemente eseguiti sono la conta dei globuli bianchi, i valori degli elettroliti, i test di funzionalità renale e la velocità di eritrosedimentazione (VES). Tuttavia, sia la conta dei globuli bianchi sia la VES possono essere elevati a causa della gotta anche in assenza di infezione.

### Diagnosi differenziale
La diagnosi differenziale da fare più importante per la gotta è quella con l'artrite settica. Questa dovrebbe essere considerata nei pazienti con segni di infezione o in coloro che non migliorano con il trattamento. Per facilitare la diagnosi, una coltura con colorazione di Gram può essere eseguita sul liquido sinoviale. Altre condizioni che si presentano in modo simile sono: l'artrite reumatoide e la pseudogotta. I tofi della gotta possono essere confusi con il carcinoma basocellulare o con altre neoplasie.

## Prevenzione
Sia le modifiche allo stile di vita sia l'assunzione di farmaci possono diminuire i livelli di acido urico. Tra le scelte alimentari più efficaci per perseguire questo scopo si comprendono la riduzione dell'assunzione di carne e pesce, il consumo di adeguate quantità di vitamina C, limitazioni nel consumo di alcool e di fruttosio ed evitare di incorrere nell'obesità. Una dieta a basso contenuto calorico negli uomini obesi comporta una riduzione dei livelli di acido urico di 100 mmol/L (1,7 mg/dL).
L'assunzione di 1 500 mg al giorno di vitamina C diminuisce il rischio di gotta del 45%. Il consumo di caffè sembra essere associato a un minor rischio di contrarre la patologia. La gotta può anche essere correlata alla sindrome delle apnee nel sonno per via del rilascio di purine dalle cellule in debito di ossigeno; il trattamento di tali apnee può ridurre l'insorgenza di attacchi di gotta.

## Trattamento
L'obiettivo iniziale del trattamento per la gotta è quello di risolvere i sintomi dell'attacco acuto. Il ripetersi di tali attacchi può essere prevenuto con l'utilizzo di farmaci che riducono i livelli sierici di acido urico. L'applicazione di ghiaccio, per la durata di 20-30 minuti più volte al giorno, può far diminuire il dolore. Le opzioni per il trattamento acuto comprendono la somministrazione di farmaci antinfiammatori non steroidei (FANS), la colchicina e gli steroidi, mentre i farmaci utilizzati a scopo preventivo sono l'allopurinolo, il febuxostat, il lesinurad e il probenecid. Il solo abbassamento dei livelli di acido urico è sufficiente a curare la malattia, mentre il trattamento delle comorbilità risulta altrettanto importante.

### FANS
I FANS sono solitamente utilizzati per il trattamento di prima linea per la gotta, senza distinzione di efficacia tra di essi. Il miglioramento può essere osservato entro quattro ore, le linee guida suggeriscono una durata del trattamento di una o due settimane. Questa categoria di farmaci, non è però consigliabile nei pazienti che presentano altre condizioni mediche, come emorragia gastrointestinale, insufficienza renale cronica o insufficienza cardiaca. Se l'indometacina è stato storicamente il FANS più frequentemente usato, un'alternativa come l'ibuprofene può essere preferita grazie al suo miglior profilo di tollerabilità a parità di efficacia. Per i soggetti a rischio di effetti collaterali alla mucosa gastrica, possono essere co-somministrati gli inibitori della pompa protonica.

### Colchicina e indometacina
L'utilizzo della colchicina è una valida alternativa per coloro che non tollerano i FANS. I suoi effetti collaterali (principalmente disturbi gastrointestinali) però ne limitano l'utilizzo. Tuttavia, questi disturbi dipendono dalla dose somministrata e il rischio può essere ragionevolmente ridotto utilizzando dosi ridotte ma ancora efficaci. La colchicina può interagire con altri farmaci comunemente prescritti, quali, per esempio, l'atorvastatina e l'eritromicina. Recentemente viene proposto l'impiego dell'indometacina in alternativa alla colchicina, per via dei suoi minori effetti collaterali.

### Steroidi
I glucocorticoidi sono stati identificati efficaci come i FANS per la gotta e possono essere utilizzati quando vi sono controindicazioni per questi ultimi. Prima di essere prescritti, è però necessario escludere la presenza di un'infezione anche banale, che potrebbe peggiorare con l'utilizzo degli steroidi per via sistemica.

### Pegloticase
Il Pegloticase è un farmaco approvato, nel 2010, negli Stati Uniti d'America per il trattamento della gotta. Questo farmaco rappresenta un'opzione per circa il 3% delle persone che sono intolleranti agli altri farmaci. Pegloticase viene somministrato mediante infusione endovenosa ogni due settimane, ed è in grado di ridurre i livelli di acido urico.

### Profilassi

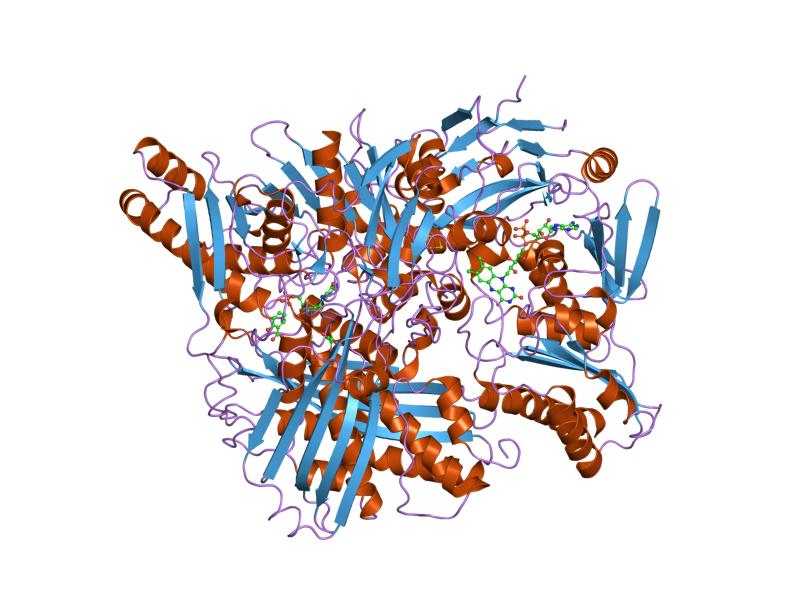
Enzima della xantina ossidasi. I suoi inibitori (come l'allopurinolo e il febuxostat) sono utilizzati nella profilassi per la gotta.

Un certo numero di farmaci sono utili per prevenire ulteriori episodi di gotta, tra di essi gli inibitori della xantina ossidasi (allopurinolo e febuxostat) e gli uricosurici (probenecid e sulfinpirazone). La terapia con essi, generalmente, non inizia prima di una o due settimane dalla risoluzione di un attacco acuto, per via di alcuni timori teorici sul peggioramento dell'attacco. Vengono, inoltre, spesso usati in combinazione con un FANS o con la colchicina, almeno per i primi tre o sei mesi.
La profilassi non è raccomandata fino a quando una persona non ha sofferto di almeno due attacchi di gotta a meno che non si siano verificate alterazioni distruttive alle articolazioni, tofi o nefropatie da urati.
Le misure profilattiche devono essere calibrate al fine di arrivare a livelli sierici di acido urico al di sotto 300-360 mmol/L (5,0-6,0 mg/dL) e devono poi essere continuate a tempo indeterminato. Se questi farmaci vengono utilizzati cronicamente, al momento di verificarsi di un eventuale attacco, essi devono essere momentaneamente sospesi. Se non si riesce a portare i livelli di acido urico al di sotto 6,0 mg/dL e vi sono attacchi ricorrenti, si deve considerare un fallimento del trattamento o la presenza di un caso di gotta refrattaria.
I farmaci uricosurici vengono generalmente preferiti se vi è una iposecrezione di acido urico, come rilevabile da una raccolta di urina di 24 ore in cui risulta una quantità di acido urico inferiore a 800 mg. Tuttavia non sono raccomandati se una persona ha una storia di calcoli renali. Se in 24 ore l'escrezione nelle urine è di oltre 800 mg, c'è un'indicazione di sovrapproduzione e si preferisce un inibitore della xantina ossidasi, come l'allopurinolo e il febuxostat. Essi sono ben tollerati nei pazienti con insufficienza renale o calcoli di urato, anche se l'allopurinolo ha causato ipersensibilità in un piccolo numero di individui. In tali casi, il febuxostat può essere preferito.

## Prognosi
Senza trattamento, un attacco acuto di gotta solitamente si risolve in un periodo che va dai cinque ai sette giorni. Tuttavia, il 60% delle persone sperimenterà un secondo attacco entro un anno. Gli individui affetti da gotta vedono aumentato il loro rischio di sviluppare ipertensione, diabete mellito, sindrome metabolica, malattie renali e cardiovascolari, quindi hanno un maggior rischio di morte. Ciò può essere dovuto in parte alla sua associazione con l'insulino-resistenza e con l'obesità, ma una parte del rischio sembra essere comunque indipendente.
Senza trattamento, gli episodi di gotta acuta possono trasformarsi in gotta cronica con distruzione delle superfici articolari, deformità articolare, tofi e dolore. Questi tofi si manifestano nel 30% dei pazienti con gotta e possono essere eliminati con un trattamento aggressivo. I calcoli renali spesso possono complicare la gotta, manifestandosi nel 10%-40% delle persone gottose. I calcoli si verificano a causa del basso pH delle urine che favorisce la precipitazione dell'acido urico. Possono verificarsi anche altre forme di insufficienza renale cronica.

## Negli altri animali
La gotta è una condizione rara nella maggior parte degli altri animali. Questo per via della capacità di questi di produrre l'uricasi, che è in grado di scomporre l'acido urico. Gli esseri umani, insieme agli altri Hominidae, non possiedono questa capacità, e così la gotta per essi è una patologia comune. Tuttavia, un esemplare di Tyrannosaurus rex, conosciuto come "Sue", si ritiene abbia sofferto di gotta.